# Gädda
För andra betydelser, se Gädda (olika betydelser).
Gädda (Esox lucius) är en rovfisk som lever på norra halvklotet i sötvatten och brackvatten. Den är en populär sportfisk.

## Utseende och anatomi
Gäddan har en långsträckt, spolformad kropp, med mycket stort gap. Huvudet är stort och nosen uppifrån tillplattad. Bukfenorna sitter långt bakom bröstfenorna, och den lilla ryggfenan sitter långt bak, alldeles framför stjärtroten och ovanför analfenan.
Ryggen är ofta mörk, medan sidorna är ljusare och i olika mån gulstrimmiga, buken blekt gul till vit. Fenorna är grönaktiga. Beroende på vilken livsmiljö individer/populationer befinner sig kan de ha de ha olika färger och mönster. Gäddor som lever stationärt i vattendrag och ofta jagar kring områden med växtlighet har ofta gröna sidor med gula diffusa prickar, vilket gör dem svårupptäckta. Annan vanlig mönstring är så kallade strömmingsgäddor som migrerar med och prederar på strömming och ofta har mindre tydliga prickar och färg mer åt det gulaktiga hållet. Honorna blir betydligt större än hanarna, men hanarna har ofta relativt kroppstorleken större bröstfenor.
Arten når vanligen en längd av 40 till 55 cm och de största exemplaren blir omkring 150 cm långa och maximal 28,4 kg tunga.

## Utbredning

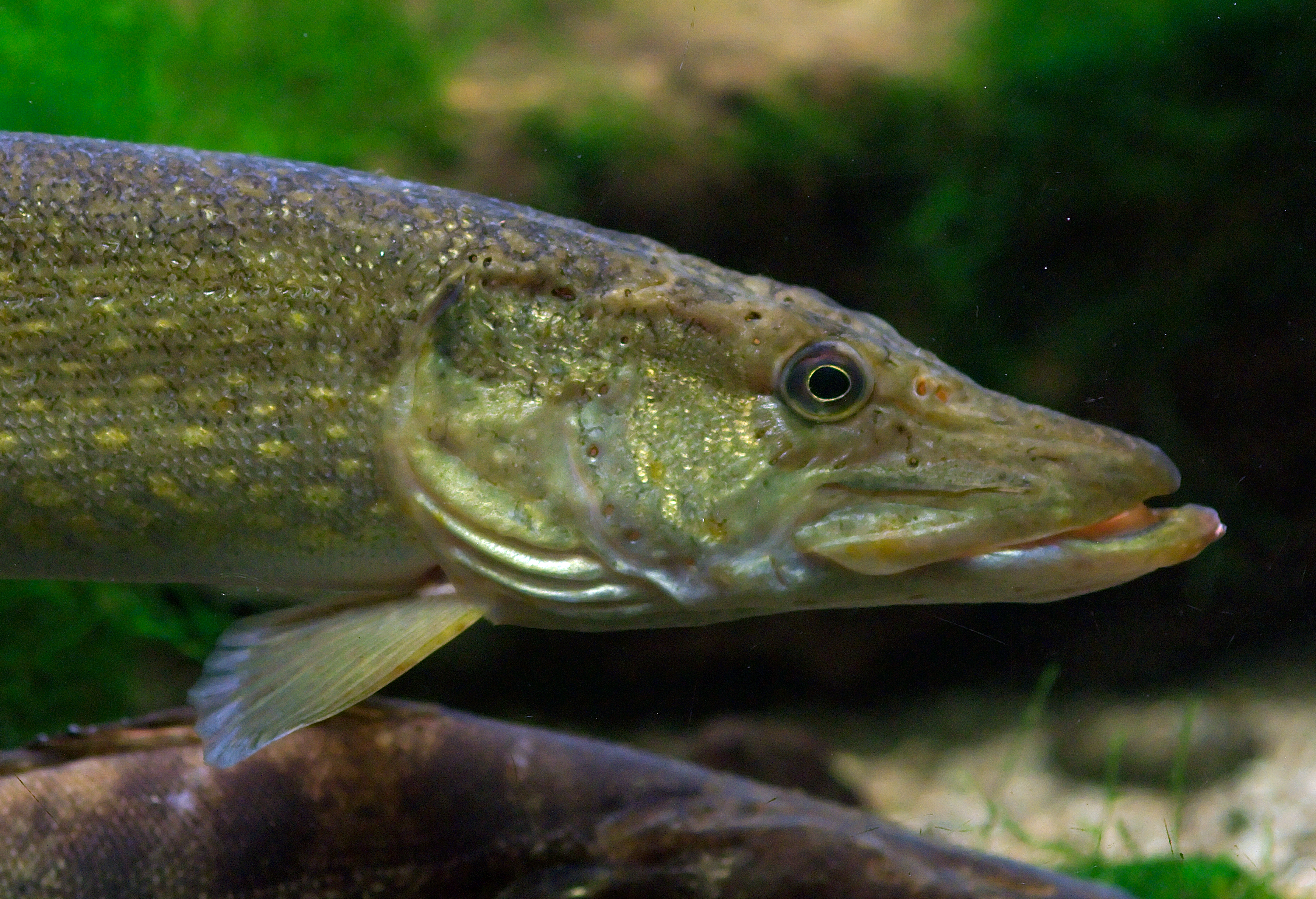
Närbild av en gädda.

Gäddan förekommer på norra halvklotet i Europa, Asien och Nordamerika. I Europa förekommer den naturligt så långt söderut som till Pyrenéerna, mellersta Italien och Balkan. I öster förekommer den i hela Ryssland och vidare genom norra och mellersta Asien till Berings sund och Kamtjatka. Den förekommer även på Irland och brittiska öarna, utom i norra Skottland. I Nordamerika förekommer den i Alaska, Kanada (fast inte väster om Klippiga bergen) och östra USA. Inplanterad förekommer den i Spanien (och anträffad i Portugal), Marocko, Uganda och i vissa sjöar i västra Nordamerika.

### Förekomst i Sverige
Gäddan är allmän i hela landet, utom längst upp i fjällkedjan där den endast förekommer sporadiskt.

## Ekologi
Normalt är gäddor revirhävdande, men det finns också permanent migrerande gäddor som följer strömmingsstim. Gäddan leker tidigt på våren i grunda vikar, gärna översvämmade fält och åkrar, där solen tidigt värmer upp vattnet. Ungarna stannar flera veckor vid platsen där äggen lämnades. Tillväxten är mycket snabb.
En vuxen gädda har få naturliga fiender men exempelvis vissa rovfåglar som fiskgjuse tar gädda. Små gäddor hotas i första hand av större gäddor och annan rovfisk, som abborre och gös. De äldsta rapporterade gäddorna är 30 år i England, 33 år i Finland och 16 år i Sverige. Gäddan kan drabbas av gäddbandmask, vilket medför en avmagring av gäddan. En relativt vanligt förekommande sjukdom är gäddsarkom. Gäddor med denna virussjukdom är vad många kallar "böldgäddor" på grund av de ofta stora och iögonfallande cancersvulsterna.

### Föda
Gäddan är en rovfisk och äter således andra fiskar, även artfränder. Gäddan sväljer alltid fiskbyten med huvudet först, och kan utan problem klara bytesdjur upp till och med halva dess egen längd. Gäddan kan inte spotta ut ett byte när den väl börjat svälja det, eftersom de stora tänderna är bakåtriktade. Sålunda kan ett byte svårligen undkomma om gäddan väl slagit det. Ibland kan detta emellertid vara till gäddans nackdel, då den riskerar att kvävas om den fångat ett alltför stort byte. Gäddan äter allt levande den kan fånga, inklusive vattensork och små sjöfåglar (framför allt ungfågel), men huvudfödan är mindre fiskar.
En indikation på gäddans aptit kan vara den påverkan dess närvaro har på bytesfiskarna – exempelvis utvecklar ruda som lever i gäddrika vatten en tydlig ryggpuckel, för att på så sätt bli ett svårare byte för gäddan.
Gäddynglen lever av insektslarver, groddjur och liknande. När de uppnått en längd av cirka 10 centimeters övergår de oftast helt till en fiskdiet.

### Fortplantning
En vuxen honan och en eller två lite mindre hannar vandrar till en lämplig plats. De simmar efter varandra med ett avstånd upp till 18 cm och lämnar äggen samt sädesvätskan på vattenväxter. Honan lägger 5 till 60 ägg per tillfälle och det upprepas flera gångar. Hela processen kan vara i upp till fem dagar. De mogna individerna stannar vanligen 6 veckor vid platsen och ibland upp till 14 veckor. Under hela parningstiden kan en hona lägga upp till 75 000 ägg och de befruktas av olika hannar. Äggen har små utskott så att de blir kvar på vattenväxter. Äggen kläcks efter 10 till 14 dagar.

## Gäddan och människan
Gäddan är en fin matfisk och eftersom den är svår att fiska har den ett högt kommersiellt och ideellt värde för professionella fiskare och amatörer. Under åren 2006–2011 tog svenska yrkesfiskare upp mellan 32 och 47 ton gädda per år.
Ett populärt tillagningssätt är paté. Den kan också kokas och ätas med pepparrot, så kallad pepparrotsgädda, eller stekas, exempelvis panerad i ugn i rikligt med smör som klickas på ryggpartiet, så kallad ugnsgädda. I Europa, utanför Norden, anses gäddan vara en mycket exklusiv matfisk.
Stor gädda i mindre vatten bör värnas, då mångfalden av fiskbara arter kan behållas. Predationen som de stora gäddorna utövar förhindrar att de relativt mindre gäddorna blir för många. Därför bör gäddor över 3 kg i regel sättas tillbaka eftersom de ändå inte är bra matfiskar och hämmar gäddproduktionen så att gäddan inte tar överhanden.
Förr i tiden "sköt" man gädda. När gäddan lekte på grunt vatten avlossades ett hagelskott under fisken, som då bedövades. Metoden är idag förbjuden. Det förekommer begränsat yrkesfiske med sax och med ryssjor under leken. 
Enligt studier som under fem års tid ägt rum på högskolan i Jönköping är gäddan den enda bland gäddartade fiskar som både ätit föda och förökat sig i akvarium.[källa behövs]

## Myter och berättelser
Det finns gamla berättelser om så kallade krongäddor, vilket skulle vara en gädda med resterna av en rovfågels, vanligtvis fiskgjuses, klor och skelettpartier fastväxt i ryggen efter fågelns slagförsök. Gäddan ska ha dragit ned fågeln som då suttit fast i fisken och drunknat och sedan långsamt förruttnat och upplösts. Det finns inga trovärdiga observationer av en sådan krongädda. Idag används begreppet krongädda om gäddor som fångas och som har ett gammalt fiskedrag i munnen. 
I nordisk mytologi har dvärgen Andvare skepnaden av en gädda (gedda på runsvenska).

## Namn
Namnet "gädda" har sitt ursprung i det fornnordiska ordet gaddr, som betyder spik eller spets, och syftar på dess tänder. Samma härledning har engelskans "pike" som betyder pik och franskan "brochet", bildat av broche, vilket betyder brosch eller nål.
Det vetenskapliga släktnamnet är bildat av det gammalgrekiska ordet isox som betyder lax. Artepitet lucius är det latinska ordet för gädda.

## Hot och status
Den globala populationen av gädda är inte hotad och kategoriseras som livskraftig (LC) av IUCN. För att skydda gäddan i Östersjöregionen är det sedan april 2010 i Sverige endast tillåtet att ta upp högst tre gäddor per dygn och fiskare. Dessutom måste gäddan vara mellan 40 och 75 cm för att få tas upp, övriga ska sättas tillbaka. Vid ostkusten hotas gäddan i yngre stadier även av födokonkurrens från storspigg och man har kunnat se att i områden med mycket storspigg finns det lite gädda. Tillståndet för gäddan i Sverige bedöms årligen i SLU:s publikationen "Fisk och skaldjursbestånd i hav och sötvatten - resursöversikt". Sportfiskeföreningen Svenska Gäddklubben värnar om denna fisk. Ett sätt att öka lokala populationer av gäddor i Östersjön har varit att restaurera våtmarker dit de vandrar för att leka, så kallade gäddfabriker.
I Kalifornien, USA, försöker myndigheterna helt rensa ut alla gäddor i sjön Lake Davis, eftersom den kategoriseras som en främmande och invasiv art. Den stör bland annat det lokala fisket av regnbåge och den tillhörande ekonomin. Hittills har 65 000 gäddor tagits upp.